# H U N O
H U N O is een bestuurslaag in het regentschap Nias van de provincie Noord-Sumatra, Indonesië. H U N O telt 461 inwoners (volkstelling 2010).